# Termometr cieczowy

Termometr cieczowy

Termometr cieczowy – termometr, w którym pomiaru temperatury dokonuje się przez pomiar objętości cieczy. Składa się ze zbiornika z cieczą, który jest połączony z kapilarą szklaną, wewnątrz której ponad cieczą znajduje się gaz obojętny. Umieszczona wzdłuż kapilary skala umożliwia odczyt temperatury. Cieczą termometryczną najczęściej była rtęć, obecnie alkohol.
Najczęściej stosowane ciecze w termometrach
| Substancja | Zakres temperatur    | Uwagi                                                                             |
| ---------- | -------------------- | --------------------------------------------------------------------------------- |
| Rtęć       | od –30 °C do +350 °C | prawie niezależny od temperatury współczynnik rozszerzalności cieplnej, toksyczna |
| Toluen     | –80 °C +100 °C       | szkodliwy, łatwopalny                                                             |
| Pentan     | −200 °C +30 °C       | tylko niska temperatura                                                           |
| Alkohol    | −114 °C +78 °C       | dla alkoholi wyższych możliwy szerszy zakres                                      |
| Galinstan  | –19,5 °C 1300 °C     | wymaga wytrzymałej rurki termometrycznej                                          |